# 富永幸生
富永 幸生（とみなが ゆきお、1933年12月25日 - 1977年3月2日）は、日本の歴史学者。専門はドイツ現代史、独ソ関係史。
長崎県生まれ。東京大学文学部西洋史学科卒業。東京大学大学院社会科学研究科（国際関係論専攻）およびジョンズ・ホプキンス大学大学院で学ぶ。東京大学教養学部助手を経て、1968年から青山学院大学文学部教授。

## 著作
- 『独ソ関係の史的分析 1917-1925』（岩波書店、1979年）

### 共著
- 『ファシズムとコミンテルン』（鹿毛達雄、下村由一、西川正雄と共著。東京大学出版会、1978年）

### 翻訳
- G・W・F・ハルガルテン著『ヒトラー・国防軍・産業界：1918-1933年のドイツ史に関する覚書』（未来社、1969年）
- W・コンツェ『近代ヨーロッパ史論：現代世界の展開とドイツ=ロシア関係』（南窓社、1973年）
- E・H・カー『独ソ関係史：世界革命とファシズム』（サイマル出版会、1972年）